# ニューヨーク・シティ (バンド)
ニューヨーク・シティ（New York City）は、アメリカのR&Bボーカル・グループ。彼らは1972年に「トライ＝ボロ・エクスチェンジ (Tri-Boro Exchange)」の名前で結成された。そしてグループのメンバーは全員、他のボーカル・グループやドゥーワップ・アンサンブルで歌を歌った経験を持っていた。もちろんニューヨーク出身。

## キャリア
音楽プロデューサーであるウェス・ファレルとトム・ベルの指揮の下、ニューヨーク・シティは2枚のアルバムといくつかのヒット・シングルをリリースし、最大のヒット曲となった1973年の「I'm Doin' Fine Now」は、アメリカのBillboard Hot 100で17位に達した。彼らは1973年にビッグ・アップル・バンド（2人のメンバーが後にシックの一員となる）をバック・バンドに迎えてツアーを行ったが、2枚のアルバムを残してグループを解散した。

## メンバー
- ティム・マックイーン (Tim McQueen) ※リード・シンガー[1]
- ジョン・ブラウン (John Brown) ※元ファイヴ・サテンズ、キャデラックス、ムーングロウズ[1]
- クロード・ジョンソン (Claude Johnson) ※元ジーニーズ、ドン&フアン[1]
- エディ・シェル (Eddie Schell)[1] ※ジョージア州サバンナ出身
- ナイル・ロジャース (Nile Rodgers) ※後のシックのメンバー[1]
- バーナード・エドワーズ (Bernard Edwards) ※後のシックのメンバー[1]

## ディスコグラフィ

### スタジオ・アルバム
- 『ファイン・ナウ』 - I'm Doin' Fine Now (1973年、Chelsea)
- Soulful Road (1974年、Chelsea)

### コンピレーション・アルバム
- The Best Of New York City (1976年、Chelsea)
- 『アイム・ドゥーイン・ファイン・ナウ』 - I'm Doin' Fine Now (2006年、Clinck)

### シングル
- "I'm Doin' Fine Now" (1973年)
- "Make Me Twice the Man" (1973年)
- "Quick, Fast, in a Hurry" (1973年)
- "Happiness Is" (1974年)
- "Love Is What You Make It" (1974年)
- "Got to Get You Back in My Life" (1975年)
- "Take My Hand" (1975年)